# Alf A. Lindberg
Alf Erik Anton Lindberg, född 9 november 1939 i Växjö, död 14 maj 2021 i Stockholm, var en svensk läkare. Han disputerade 1971 vid Karolinska Institutet  och var professor i klinisk bakteriologi vid Huddinge sjukhus och verksam vid Nobelstiftelsen. Han var sedan 1989 ledamot av Vetenskapsakademien. Han var 1991–1992 sekreterare i Karolinska Institutets Nobelkommitté.

### Tryckt litteratur
- Kungl. vetenskapsakademien, Matrikel 1991, ISSN 0302-6558, sid. 66.